# Sofía de Jesucristo
Sofía de Jesucristo es el cuarto tratado del códice III de Nag Hammadi (NH III, 4,90-119). El escritor parece un setita gnóstico. En este tratado, se presenta a un Jesucristo divinizado sin necesidad de forma humana.

## Influjos
La Sofía de Jesucristo está evidentemente en función de Epístola de Eugnostos, ambos hallados en Nag Hammadi (en dos copias diferentes para cada uno). La Sofía de Jesucristo transforma Eugnostos en un diálogo con Jesús.
La noción de tres hombres divinos en la jerarquía divina parece basarse en Génesis 1-3 (hombre inmortal = dios; hijo de hombre = Adam; hijo de Set = salvador). Debido a la presencia de Set, Eugnostos debe ser tenido como un escrito setita. Sin embargo, debido a que no es gnóstico tradicional y carece de otros elementos de la idea setita desarrollada, puede ser caracterizado como proto-setita solamente. La idea religiosa egipcia también parece haber influido en su imagen de la esfera supracelestial. Por tanto, el lugar probable de su origen es Egipto. Una cita muy temprana señala que estoicos, epicúreos y astrólogos son llamados “todos los filósofos”. Esa caracterización habría sido apropiada en el siglo I a. C., pero no después. Eugnostos y Sofía de Jesucristo pueden haber influido en los Setitas – Ofitas descritos por Ireneo de Lyon. Algunos han propuesto el influjo de Eugnostos sobre el Valentinianismo.

## Lugar y fecha de composición
No sorprendería si Sofía de Jesucristo se hubiera escrito poco después del advenimiento del Cristianismo en Egipto - la última mitad del siglo I. Esa posibilidad es respaldada por el tono no polémico del tratado.